# Rapporto alesaggio/corsa
Il rapporto alesaggio/corsa serve per definire in grandi linee le caratteristiche del motore, inoltre questo rapporto è calcolabile solo per i motori alternativi a pistoni.

## Calcolo
Il rapporto alesaggio-corsa si calcola dividendo l'alesaggio per la corsa, esprimendo entrambe le grandezze con la stessa unità di misura (ad esempio in millimetri):
{\displaystyle rapporto\ alesaggio\ corsa={alesaggio \over corsa}}.

## Classificazione

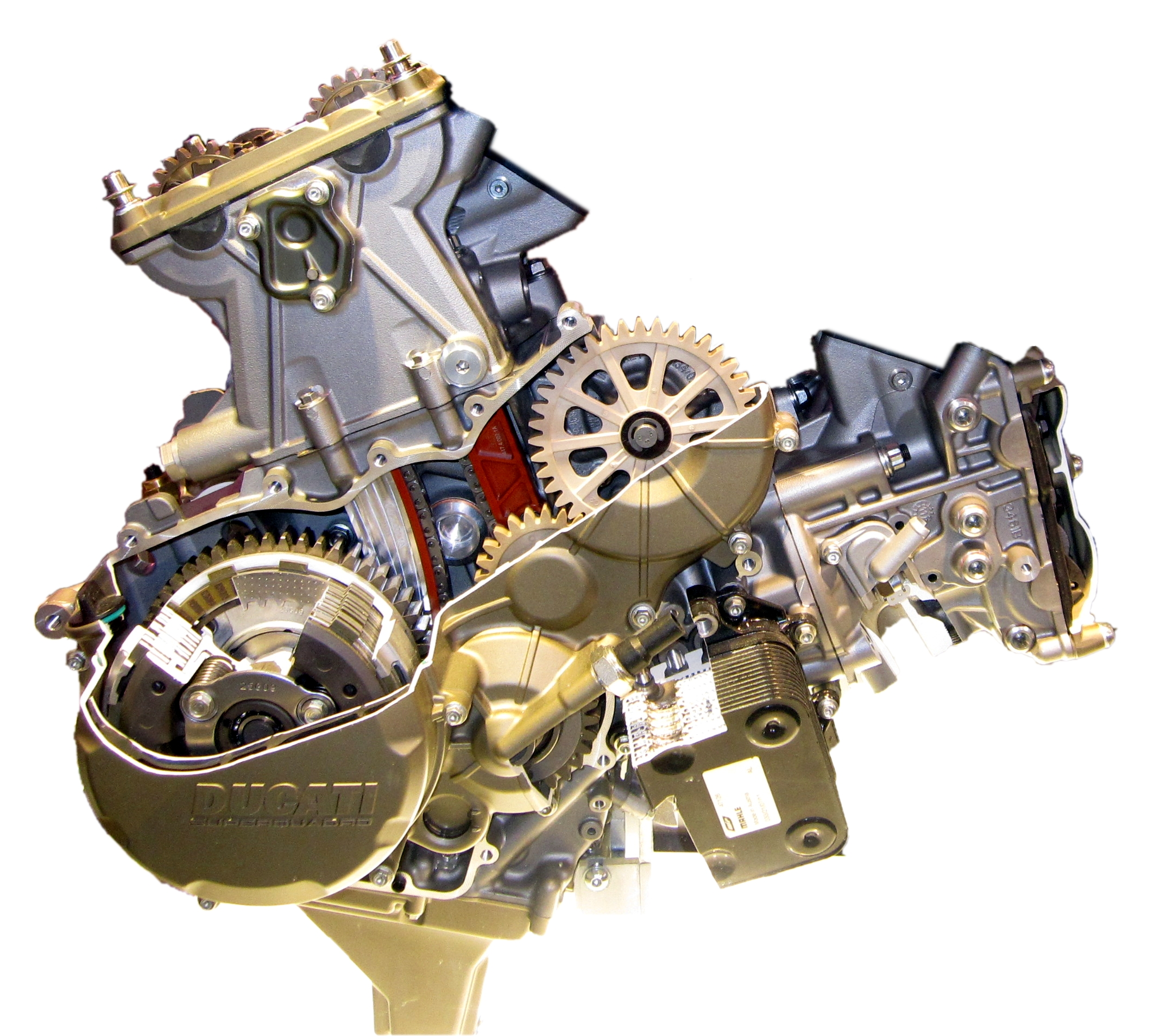
Ducati Superquadro, il motore della Ducati 1199 Panigale, La cilindrata è di, fornita dai due cilindri, di alesaggio e corsa 60,8 mm, un perfetto esempio di un motore superquadro.

In base al valore del rapporto alesaggio corsa i motori vengono così denominati::
- Motore "quadro", nel caso le due misure siano uguali;
- Motore "superquadro" o "a corsa corta", nel caso l'alesaggio sia superiore alla corsa;
- Motore "sottoquadro" o "a corsa lunga", nel caso l'alesaggio sia inferiore alla corsa.

## Rapporto superquadro
La scelta del diametro per un motore di una certa cilindrata è determinata dal risultato che si vuole ottenere, infatti a seconda di quanto più è grande l'alesaggio più si deve diminuire la corsa, il che porta determinati vantaggi e svantaggi:

### Vantaggi
A parità di cilindrata, utilizzare un elevato rapporto alesaggio/corsa (superquadro) porta ad avere determinati vantaggi:
- Minor superficie laterale, con un alesaggio maggiore ed una minore corsa si ha una superficie di contatto minore tra pistone e cilindro, permettendo una minore dispersione d'energia per attrito, calcolabile con questa formula S = A × π × C, dove S sta per Superficie di contatto, A per alesaggio e C per corsa del pistone.
- Regimi di rotazione più elevati, uno dei parametri caratteristici di un motore è la velocità media del pistone, che rappresenta le sollecitazioni dovute alle forze d'inerzia del manovellismo. Riducendo la corsa del motore si possono raggiungere regimi di rotazione più elevati a parità di velocità media del pistone.
- Vibrazioni minori, il pistone e la biella essendo sottoposti a una velocità minore (a parità di regime e motore) durante le rotazioni sviluppano una minore inerzia e creano meno vibrazioni.

#### Solo per i 4T
- Miglior rendimento volumetrico, con queste misure si migliora il riempimento del cilindro, dato che si possono adoperare valvole a fungo più grandi, grazie al maggior spazio disponibile sulla testata. Valvole più grandi fondamentali per la respirazione del motore agli alti regimi e quindi assolutamente necessarie per ottenere la massima potenza ottenibile a parità di tutti gli altri fattori.

#### Solo per i 2T
Per i soli motori a due tempi, utilizzare un pistone/cilindro dal grande alesaggio porta ad avere determinati vantaggi:
- Minor contatto tra miscela fresca e gas combusti, con un gran alesaggio (per esempio nei 125 misure come 56 mm × 50,6 mm a confronto del 54 mm × 54,5 mm) si ha una diversa fluidodinamica che permette d'avere un fronte di contatto tra i due elementi minore, il che permette di avere minori dispersioni di miscela fresca e migliorando di conseguenza anche il riempimento del cilindro.
- Raffreddamento migliore, questo è derivato dalla minore distanza tra le zone non coperte dal circuito di raffreddamento, per via delle fasature del cilindro, permettendo comunque una migliore conduzione del calore per continuità.

### Svantaggi
Utilizzare un pistone/cilindro dal grande alesaggio porta anche ad avere determinati svantaggi:
- Minore tenuta delle fasce elastiche, la minore tenuta delle fasce elastiche e degli anelli raschiaolio, viene dal fatto che tali segmenti sviluppano tutti la stessa forza (determinata dal tipo di materiale, forma e accorgimenti), ma viene sviluppata su una superficie maggiore, creando quindi una pressione minore, riducendo la tenuta dei gas e nel caso dei motori a 4T anche dell'olio motore.
- Minor rendimento termico, questo è dato dalla camera di combustione più allargata, dato che per poter avere lo stesso rapporto di compressione, oltre al fatto che deve essere più larga, deve anche essere più schiacciata, aumentando di fatto il tempo di combustione.
- Forze in gioco maggiori, a parità di cilindrata e di coppia motrice, un motore superquadro ha delle forze maggiori in fase di combustione ed espansione, che devono essere supportate dai primi organi rotanti del motore, come biella e pistone.
- Scampanamento maggiore, favorendo la larghezza del pistone rispetto all'altezza del mantello, si favorisce l'oscillazione del pistone in avanti e indietro accentuando questo fenomeno.

#### Solo per i 2T
Per i soli motori due tempi, utilizzare un pistone/cilindro dal grande alesaggio porta anche ad avere determinati svantaggi:
- Peggior rendimento volumetrico, il motore 2T a differenza del 4T respira attraverso le pareti del cilindro e non attraverso la testata, dato quindi che la corsa varia linearmente con la cilindrata, mentre l'alesaggio varia quadraticamente, si ha che a parità di tutti gli altri fattori (cilindrata, fasature, rapporto di compressione) un motore a corsa corta avrà un'area di passaggio per il fluido operante minore di un motore quadro o sottoquadro e quindi di conseguenza valori di coppia e potenza più bassi.
- Precisione minore per le fasature, per via delle caratteristiche del motore, avere una corsa breve significa avere margini d'errore minore per lo stesso risultato qualitativo, dato che le fasature vengono determinate dall'altezza dei travasi e avendo una corsa del pistone minore, si ha per lo stesso errore di fusione o lavorazione (per esempio 0,5 mm) un errore sulla fasatura maggiore, per questo motivo bisogna adoperare tolleranze di fusione minori per avere lo stesso risultato fluidodinamico.

### Ininfluente
Utilizzare un pistone/cilindro dal grande alesaggio non si hanno né vantaggi né svantaggi per:
- Maggiore superficie della testa del pistone, questo porta ad un maggiore sfruttamento della combustione, infatti al termine della combustione si ha una determinata pressione, la quale preme sul pistone, che riceve una forza che verrà trasmessa alla biella, calcolabile con questa formula F = P × S, dove F sta per forza trasmessa alla biella, P per pressione nella camera di combustione e S per superficie della testa del pistone.

D'altronde dato che si riduce la lunghezza del braccio dell'albero motore per via della corsa più breve, si ha la stessa coppia o forza espressa di un motore quadro o sottoquadro.

## In generale
La scelta dei vari rapporti tra alesaggio e corsa, solitamente varianti tra gli 0,6:1 e 1,4:1, avviene in base a ciò che si cerca di ottenere dal motore stesso, nelle auto di serie generalmente si usano motori sottoquadri, mentre nelle auto sportive, come nella Formula 1, si usano motori superquadri con un rapporto che sfiora i 2,5:1.
Come è facile intuire i motori sottoquadri permettono più facilmente d'avere un rapporto di compressione elevato, ma i motori superquadri presentano un pistone meno sollecitato, per cui possono raggiungere un regime di rotazione più elevato fino a 40 000 Giri al minuto (rpm).
Molte macchine sportive montano motori sottoquadri, questo è dato soprattutto dal regolamento che impone determinati limiti nei regimi massimi di rotazione o misure da rispettare (alesaggio e corsa uguali ai modelli di serie), come nei Cross e nel Rally, dove per poter sviluppare un motore più potente si deve ricorrere a rapporti di compressione elevati.
Nei motori a due tempi delle sportive degli anni ottanta e inizio anni novanta venivano adoperati rapporti superquadri perché i materiali e gli oli in commercio richiedevano una riduzione degli attriti interni, con il beneficio di poter arrivare a regimi operativi elevati. Con il progressivo miglioramento dei materiali impiegati e dei lubrificanti, data la maggiore complicazione nel realizzare scarichi con rendimenti costanti a regimi sempre maggiori, nonché data l'elevata difficoltà nella realizzazione di elettroniche per l'accensione che permettessero regimi elevati senza aumentare il costo di produzione per i veicoli di serie, si passò, anche per questi motori, alla misura sottoquadra, la quale è stata poi introdotta anche nelle competizioni, dove ha permesso di migliorare il rendimento termico per via della camera di combustione più raccolta, senza svantaggi significativi.